# آیی انارگیری
شهر آیی انارگیری در استان آتیک در کشور یونان واقع شده است که دارای جمعیت ۳۴٬۱۴۷  نفر می‌باشد.